# Маниок
Манио́к съедобный, или манио́ка, или касса́ва (лат. Mánihot esculénta) — неотропическое клубнеплодное растение, типовой вид рода Маниок семейства Молочайные (Euphorbiaceae). 
Ценная пищевая культура, широко возделываемая во многих тропических странах.

## Название
Слово «маниок» происходит из Бразилии, где это растение так называют индейцы тупи-гуарани. В остальной Южной Америке растение известно как юка (yuca) — название, несколько похожее на юкка (yucca, другое растение из семейства агавовых — в результате чего на русском языке иногда имеет место путаница названий).
«Кассава» — африканское название маниока. Кассавой нередко именуют только муку из маниока.

## Ботаническое описание
Быстрорастущий многолетний вечнозелёный кустарник 1—4 (до 5) м в высоту. При повреждении выделяет белый латекс. Стебель со вздутыми узлами, покрыт выступающими рубцами от опавших листьев. 
Клубневидно вздутые корни достигают 1 м в длину и весят до 15 кг.
Листья очерёдные, глубоко пальчаторассечённые на 3—7 (до 10) узкоовальных, заострённых на конце долей; тёмно-зелёные сверху и восковидно-светло-зелёные снизу. Прилистники ланцетовидные. Черешки красные, по длине примерно равны листовой пластинке — около 12 см.
Соцветие — пазушная однодомная метёлка 2—10 (до 15 см) длиной. Цветки с 5 чашелистиками (лепестков нет), до 1 см длиной, мужские желтоватые с цветоножками 2—4 мм длиной, женские — красновато-зелёные с цветоножками до 20 мм длиной. Тычинок 10.
Плод — трёхкамерная коробочка c 6 гребнями, до 1,5 см длиной; при созревании растрескивается, выбрасывая серые с мелкими пятнами семена до 12 мм длиной.
Цветение круглогодичное, наиболее активное с июня по февраль.
Набор хромосом: 2n = 36.

## Распространение
Происходит из тропиков Южной Америки. Широко культивируется, в связи с чем натурализовался во многих тропических районах Земли с подходящим климатом.

## Хозяйственное значение и применение

### Продукт питания
Маниок имеет важное хозяйственное значение. Он является основным продуктом питания для более чем 500 миллионов человек (до половины населения тропиков) и широко распространён как в Латинской Америке, так и в Африке и Азии, особенно в Индонезии. В целом маниок — третий по величине источник пищевых углеводов в тропиках после риса и кукурузы. В Африке культура обеспечивает 37 % продовольствия, потребляемого из расчёта по калорийности.
В сыром виде корнеплоды токсичны из-за содержащихся в них цианогенных гликозидов, поэтому они употребляются только варёными или печёными. 
Традиционно корни маниока чистят, растирают или измельчают, замачивают и варят, что существенно снижает содержание в них цианогенных гликозидов. Альтернативный метод был предложен биохимиком Ховардом Брэдбери (Howard Bradbury): размолотый маниок в смеси с водой укладывают тонким слоем в 1 см в тени, где он сушится в течение 5—6 часов. Это приводит к практически полному испарению токсина. 
В Африке сушёный маниок перемалывают в муку, из которой пекут тонкие лепёшки, известные как «хлеб из кассавы».  
Из сырых корнеплодов извлекают чистый крахмал (polhilho), который употребляется в пищу в виде крупы, называемой тапиокой, или маниоковым саго, а также в качестве корма для животных и в промышленных целях. 
Из тапиоки варят кашу. Получаемая из корнеплодов выпрессованная масса также используется для приготовления крахмалистой муки. Такая мука может использоваться как и пшеничная мука и рекомендуется людям с непереносимостью злаковых культур (аллергия, целиакия).
В различных регионах с помощью видоизменённых методов готовят также и другие продукты, в том числе похожие на хлеб пироги (beijús), а в смеси с пшеничной мукой — хлеб (conaque).

В Бразилии из сока маниока делают соус тукупи.

Съедобными — в варёном виде — являются и листья маниока. Они достаточно востребованы, в частности, в мадагаскарской кухне и в различных энторегиональных кухнях Индонезии. Так, в яванской кухне в листья маниока заворачивают смесь из сушёной рыбы самого мелкого размера и измельчённой мякоти кокосового ореха, изготовляя бунтил — подобие долмы, а в падангской кухне варёные маниоковые листья служат традиционным гарниром к местному специалитету аям-поп.
Содержание большого количества крахмала в клубнях маниока позволило коренным племенам Южной и Центральной Америки использовать их для приготовления слабоалкогольных напитков, таких как кауим (cauim), кашири (caxiri) и некоторых разновидностей чича (chicha). Общей важной характерной особенностью напитков является то, что исходный материал — крахмалистый корень маниока — после очистки и варки, путём пережёвывания ртом, смачивается человеческой слюной, содержащей фермент амилазу, которая способствуют расщеплению крахмала на простые сахара. Пережёванный маниок, в определённой пропорции с водой, бродит несколько дней, после чего становится готовым к употреблению напитком.

#### История возделывания
По-видимому, маниок введён в культуру на территории современной Бразилии. Его пыльца обнаруживается в отложениях на побережье Мексиканского залива, начиная уже с 4600 года до н. э. Старейшие (1400-летней давности) прямые сведения о возделывании маниока относятся к майянской Хойя-де-Серен (современный Сальвадор).
В произведении «Общая история дел Новой Испании» (1547—1577) Бернардино де Саагун, опираясь на сведения ацтеков о свойствах растений, привёл различные сведения о маниоке, в частности о том, что:

Есть деревья, которые называются куаукамотли; корни их варят, и они становятся как бататы, и они съедобны.
В 17 веке португальцы завезли маниок в Западную Африку.

#### Пищевая ценность
Сырые клубни маниока содержат 20—40 % крахмала.
Извлекаемая из корнеплодов тапиока содержит 80—83 % органических веществ, которые в основном представлены крахмалом, 10—14 % воды, около 3 % — сырого белка, 2,5 % — жира, 3,5—4,0 % — клетчатки, 3,5—4,5 % — золы.
Жир тапиоки содержит мало ненасыщенных жирных кислот, поэтому добавки других растительных жиров, например из плодов масличной пальмы, в рацион с тапиокой могут значительно улучшить его пищевую ценность.
Сырые клубни маниока содержат лишь небольшое количество белка (1,2 %), причём в нём мало таких незаменимых аминокислот, как метионин, цистеин, лизин, и других, что делает белок маниока малоценным. В связи с эти преимущественное питание маниоком приводит к детской пеллагре и квашиоркору. Этим объясняется вздутость животов (асцит) у детей бедных районов Африки: недостаток незаменимых аминокислот в рационе ребёнка не позволяет обеспечить достаточный синтез белков, отвечающих, в том числе, и за осмотическое давление плазмы крови, из-за чего жидкая часть плазмы «пропотевает» через стенки сосудов и скапливается в брюшной полости. В связи с этим в таких регионах рекомендуется употребление в пищу также и листьев маниоки, содержащих некоторое количество белка с незаменимыми аминокислотами.

#### Токсичность
Сырые клубни маниока содержат цианогенные гликозиды линамарин и лотавстралин, в зависимости от концентрации этих токсинов сорта маниока разделяет на горькие (с высокой концентрацией гликозидов) и сладкие (собственно негорькие). Ранее растения с небольшим содержанием цианогенных гликозидов выделяли в отдельный вид Manihot dulcis (маниок сладкий), однако в настоящее время он рассматривается в качестве синонима. 
При повреждении тканей растения цианогенные гликозиды вступают в контакт с ферментом линамаразой, гидролизуясь с образованием D-глюкозы и ацетонциангидрина, который в свою очередь спонтанно распадается на ацетон и синильную кислоту.
Острое отравление сырыми клубнями характеризуется слабостью, головной болью, тошнотой и рвотой, а в тяжёлых случаях наступает кома и смерть. Летальной дозой для человека являются примерно 400 граммов необработанного горького маниока.
При длительном употреблении в пищу недостаточно очищенного сырья происходит хроническое отравление невысокими дозами токсина и развиваются такие неврологические расстройства, как атаксия, амблиопия и спастическая парестезия, а у детей встречаются неизлечимые виды паралича. В Африке это эндемическое заболевание называют «конзо». Патогенез конзо заключается в нарушении проводимости нервного импульса в спинном мозге (миелопатия). 
Хотя синильная кислота при комнатной температуре весьма летуча (температура кипения 26,7 °C), для её полного удаления требуется тщательное размельчение клубня. Так, изменение социально-экономической ситуации в Демократической республике Конго (регион Бандунду) привело к сокращению времени и упрощению технологии обработки кассавы, что привело к увеличению экспозиции населения цианидами. В результате возникло массовое поражение населения конзо. 
Масло, содержащееся в семенах некоторых сортов, действует как слабительное и вызывает рвоту. 
Селекционерами предпринимаются попытки по выведению новых, менее токсичных сортов маниока как методами генетики, так и традиционными способами селекции. В результате недавних исследований были получены трансгенные формы маниока, в которых синтез линамарина был стабильно снижен при помощи РНК-интерференции.

### Биотопливо из маниока
Из маниока получают биоэтанол. Себестоимость производства биоэтанола из маниоки в Таиланде около $35 за баррель нефтяного эквивалента.
Маниок может быть также сырьём для производства биобутанола. Технология производства биобутанола разработана компанией DuPont Biofuels. Компании Associated British Foods (ABF), BP и DuPont строят в Великобритании завод по производству биобутанола мощностью 20 000 000 литров в год из различного сырья.

### Агротехника и производство
Как и многие тропические растения, маниок легко возделывается и приносит богатый урожай. Благодаря своей неприхотливости, это одно из самых урожайных растений, выращиваемых для употребления в пищу. Маниок занимает второе место по урожайности после сахарного тростника, но сахарный тростник непригоден для непосредственного употребления в пищу (если не считать существующую во многих тропических странах практику жевания сахарного тростника для высасывания сахара), и также он не может быть переработан в муку.
Урожайность маниока зависит от условий выращивания (климатических, погодных, типа почвы, применяемых удобрений, агротехники возделывания) и может достигать 600 центнеров с гектара, хотя обычно урожайность не превышает 50—200 центнеров с гектара.
В среднем во всём мире производится более 200 млн тонн маниока в год.
| Данные за 2007 год Данные FAOSTAT (ФАО) |             |
| Нигерия                                 | 34 410 000  |
| Таиланд                                 | 26 915 441  |
| Бразилия                                | 25 541 200  |
| Индонезия                               | 19 988 058  |
| Демократическая республика Конго        | 15 004 430  |
| Гана                                    | 9 650 000   |
| Ангола                                  | 8 800 000   |
| Индия                                   | 8 429 000   |
| Вьетнам                                 | 7 984 900   |
| Танзания                                | 6 600 000   |
| Мозамбик                                | 5 038 623   |
| Уганда                                  | 4 456 000   |
| Китай                                   | 4 361 573   |
| Малави                                  | 3 283 943   |
| Мадагаскар                              | 2 400 000   |
| Бенин                                   | 2 342 158   |
| Камбоджа                                | 2 248 056   |
| Камерун                                 | 2 215 000   |
| Филиппины                               | 1 871 138   |
| Всего                                   | 214 515 149 |

| Данные за 2010 год Данные Консалтинговой компании «Влант» |             |
| Нигерия                                                   | 37 500 000  |
| Бразилия                                                  | 24 400 000  |
| Индонезия                                                 | 23 900 000  |
| Таиланд                                                   | 22 000 000  |
| Демократическая республика Конго                          | 15 000 000  |
| Ангола                                                    | 13 900 000  |
| Гана                                                      | 13 500 000  |
| Вьетнам                                                   | 8 500 000   |
| Индия                                                     | 8 100 000   |
| Мозамбик                                                  | 5 700 000   |
| Уганда                                                    | 5 300 000   |
| Китай                                                     | 4 700 000   |
| Танзания                                                  | 4 400 000   |
| Камбоджа                                                  | 4 200 000   |
| Бенин                                                     | 4 100 000   |
| Всего                                                     | 229 545 189 |

Согласно статистике ФАО, в 2004 году из корнеплодов больше всего выращено (в миллионах тонн):
|  |  |

|  |  |

|  |  |

|  |  |

|  |  |

|  |  |

### Декоративная культура
Выведены пестролистные сорта маниока, которые используются в озеленении.

## Таксономия
Manihot esculenta Crantz, Institutiones Rei Herbariae juxta nutum Naturae Digestae ex Habitu 1: 167. 1766.
- Janipha aipi (Pohl) J.Presl
- Janipha manihot (L.) Kunth
- Jatropha aipi (Pohl) A.Moller
- Jatropha diffusa (Pohl) Steud.
- Jatropha digitiformis (Pohl) Steud.
- Jatropha dulcis J.F.Gmel.
- Jatropha flabellifolia (Pohl) Steud.
- Jatropha glauca A.Rich. nom. illeg.
- Jatropha janipha Lour. nom. illeg.
- Jatropha loureiroi (Pohl) Steud.
- Jatropha manihot L.
- Jatropha mitis Sessé & Moc. nom. illeg.
- Jatropha mitis Rottb.
- Jatropha paniculata Ruiz & Pav. ex Pax
- Jatropha silvestris Vell.
- Jatropha stipulata Vell.
- Mandioca aipi (Pohl) Link
- Mandioca dulcis (J.F.Gmel.) D.Parodi
- Mandioca utilissima (Pohl) Link
- Manihot aipi Pohl
- Manihot aypi Spruce
- Manihot cannabina Sweet
- Manihot cassava O.F.Cook[англ.] & G.N.Collins[англ.] nom. inval.
- Manihot digitiformis Pohl
- Manihot dulcis (J.F.Gmel.) Baill.
- Manihot dulcis (J.F. Gmel.) Pax
- Manihot edule A.Rich.
- Manihot edulis A.Rich.
- Manihot flabellifolia Pohl
- Manihot flexuosa Pax & K.Hoffm.
- Manihot guyanensis Klotzsch ex Pax nom. illeg.
- Manihot loureiroi Pohl
- Manihot manihot (L.) H.Karst. nom. inval.
- Manihot manihot (L.) Cockerell
- Manihot melanobasis Müll.Arg.
- Manihot sprucei Pax
- Manihot utilissima Pohl